# Hugo Viana
Hugo Miguel Ferreira Gomes Viana, conegut com a Hugo Viana, és un exfutbolista portugués nascut a Barcelos (Portugal) el 15 de gener de 1983. Jugava de centrecampista defensiu, destacant en la seua joventut i jugant al Newcastle i València. Ha participat en els mundials de Corea i Japó 2002 i Alemanya 2006, així com a les Eurocopes del 2004 i 2012.